# Тияс
Тияс (араб. التياس‎, также именуется Эс-Сафа (араб. الصفا‎)) — населенный пункт в центральной части Сирии, административно входящий в состав провинции Хомс.

## Местоположение
Тияс располагается в 56 километрах к востоку от Хомса в сирийской пустыне. Близлежащие населенные пункты: Эль-Карьятейн на юго-западе, Тадмор (Пальмира) на востоке, Фурклус на западе и Укайрибат на северо-западе.
По данным Центрального статистического Бюро Сирии (ЦСБ) Тияс имел население в 2564 человека согласно переписи 2004 года.
В районе населенного пункта располагается авиабаза ВВС Сирии Тияс.